# دييغو أندريس برموديز
دييغو أندريس برموديز (بالإسبانية: Diego Andrés Bermúdez)‏ (19 يونيو 1982 في إسبانيا - ) هو لاعب كرة قدم إسباني في مركز الدفاع. لعب مع نادي ألكوركون ونادي قادش ونادي كومبوستيلا ونادي ليغانيس وأوساسونا ب وViveiro CF ‏ وRacing Club Villalbés ‏ وAtlético Arteixo ‏ وCD Móstoles ‏.

## وصلات خارجية
- دييغو أندريس برموديز على موقع قاعدة بيانات كرة القدم.إي يو (الإنجليزية)
- دييغو أندريس برموديز على موقع Soccerway.com (الإنجليزية)